# Angelika Lutz
Angelika Lutz (* 6. Dezember 1949 in Oberegg) ist eine deutsche Anglistin und Hochschullehrerin.

## Leben und Wirken
Nach ihrer Reifeprüfung 1969 in Marktoberdorf studierte Angelika Lutz bis 1975 Anglistik und Geschichte an der Universität München, unterbrochen 1971/72 durch eine Hilfslehrertätigkeit an einer Schule in Großbritannien. Nach ihrem Staatsexamen für den höheren Schuldienst 1975 arbeitete sie von 1975 bis 1986 und von 1988 bis 1992 als wissenschaftliche Assistentin an der Universität München, wo sie 1980/81 bei Helmut Gneuss promovierte. Im Jahre 1991 habilitierte sie sich für Englische Philologie. Nach Lehrstuhlvertretungen an den Universitäten Potsdam und Erlangen wurde sie 1994 auf eine Professor an der Universität Erlangen-Nürnberg berufen. Hier beschäftigte sie sich vor allem mit Historischer Linguistik und mittelalterlicher englischer Literatur. 2015 trat sie in den Ruhestand.

## Veröffentlichungen (Auswahl)
- Die Version G der Angelsächsischen Chronik. Rekonstruktion und Edition (= Texte und Untersuchungen zur englischen Philologie, Bd. 11). Fink, München 1981, ISBN 3-7705-2021-1 (= Dissertation Universität München).
- Das Studium der Angelsächsischen Chronik im 16. Jahrhundert: Nowell und Joscelyn. In: Anglia, Bd. 100 (1982), S. 301–356.
- Spellings of the waldend group – again. In: Anglo-Saxon England, Bd. 13 (1984), S. 51–64.
- Zur Entstehungsgeschichte von William Somners 'Dictionarium Saxonico-Latino-Anglicum'. In: Anglia, Bd. 106 (1988), S. 1–25.
- Phonotaktisch gesteuerte Konsonantenveränderungen in der Geschichte des Englischen (= Linguistische Arbeiten, Bd. 272). Niemeyer, Tübingen 1991, ISBN 3-484-30272-0 (= Habilitationsschrift Universität München).
- Lautwandel bei Wörtern mit imitatorischen oder lautsymbolischem Charakter in den germanischen Sprachen. In: North-Western European language evaluation, Bd. 31–32 (1997), S. 213–228.
- When did English begin? In: Teresa Fanego u. a. (Hrsg.): Sounds, words, texts and change. Benjamins, Amsterdam 2002, S. 145–171, ISBN 1-58811-196-2.
- Chaucers 'Canterbury Tales' - ein Herbstblumenstrauß. In: Sonja Glauch (Hrsg.): Große Texte des Mittelalters (= Erlanger Studien, Bd. 131). Palm u. Enke, Erlangen 2005, S. 251–275, ISBN 3-7896-0831-9.
- Language contact in the Scandinavian period. In: Terttu Nevalainen/Elizabeth Closs Traugott (Hrsg.): Oxford handbook of the history of English. Oxford University Press, Oxford 2012, S. 508–517, ISBN 0-19-992276-4.
- Language contact and prestige. In: Anglia, Bd. 131 (2013), S. 562–590.
- Norse loans in Middle English amd their influence on the late medieval London English. In: Anglia, Bd. 135 (2017), S. 317–367.
- König Knuts Schatz. In:  Lena Rohrbach/Sebastian Kürschner (Hrsg.): Deutsch-isländische Beziehungen. Festschrift für Hubert Seelow zum 70. Geburtstag (= Berliner Beiträge zur Skandinavistik, Bd. 24). Nordeuropa-Institut der Humboldt-Universität, Berlin 2018, S. 29–40, ISBN 978-3-932406-39-3.
- The use of Norse loanwords in late Old English historical poems. In: Anglia, Bd. 140 (2022), S. 190–223.